# ویسرا (کشتی‌گیر)
ویسرا (انگلیسی: Viscera؛ ۱۴ فوریه ۱۹۷۱ – ۱۸ فوریهٔ ۲۰۱۴) کشتی‌گیر کشتی حرفه‌ای اهل ایالات متحده آمریکا بود.
از فیلم‌ها یا برنامه‌های تلویزیونی که وی در آن نقش داشته است می‌توان به سمت خطر شهر اشاره کرد.